# Francisco Galdós
Francisco Galdós Gauna (Lasarte-Vitoria, 6 mei 1947) is een voormalig Spaans wielrenner.

## Carrière
Galdós was een uitstekend klassementsrenner. Zijn grootste successen behaalde hij in 1975. Hij won toen de Ronde van Romandië en eindigde tweede in de Ronde van Italië, waar hij de slotetappe naar de top van de Passo dello Stelvio en het bergklassement won. In het bergklassement behaalde hij evenveel punten als zijn landgenoot Andrés Oliva, beide renners werden zodoende gekroond tot 'bergkoning'. In 1979 stond hij als tweede naast winnaar Joop Zoetemelk op het podium van de Ronde van Spanje.

## Palmares
1968
Ronde van Cantabrië
1972
Trofeo Masferrer
1973
4e etappe Grote Prijs van Leganés
1975
4e etappe Ronde van Romandië
Eindklassement Ronde van Romandië
21e etappe Ronde van Italië
Bergklassement Ronde van Italië
Subida a Arrate
1976
2e etappe (deel B) Ronde van Cantabrië
Eindklassement Ronde van Cantabrië
1977
2e etappe Ronde van Cantabrië
Eindklassement Ronde van Cantabrië
1978
Eindklassement Ronde van La Rioja

## Resultaten in voornaamste wedstrijden
| Jaar | Ronde van Italië | Ronde van Frankrijk | Ronde van Spanje |
| ---- | ---------------- | ------------------- | ---------------- |
| 1969 |                  | 21e                 |                  |
| 1970 |                  | 9e                  | 6e               |
| 1971 | 4e               | 11e                 |                  |
| 1972 | ↑                |                     | 18e              |
| 1973 | 9e               | 20e                 |                  |
| 1974 | 17e              | opgave              |                  |
| 1975 | ↑ (1)            | opgave              |                  |
| 1976 | 18e              | 6e                  |                  |
| 1977 |                  | 4e                  |                  |
| 1978 |                  | 7e                  |                  |
| 1979 |                  | 28e                 | ↑                |
| 1980 |                  | opgave              | 8e               |

| Jaar | Milaan-San Remo | Luik-Bast.‑Luik |  | WK op de weg |  | Wereldranglijsten |
| ---- | --------------- | --------------- |  | ------------ |  | ----------------- |
| 1969 |                 |                 |  |              |  |                   |
| 1970 |                 |                 |  |              |  |                   |
| 1971 |                 |                 |  | 35e          |  |                   |
| 1972 |                 |                 |  | 41e          |  | 26e (SPP)         |
| 1973 | 31e             | 45e             |  |              |  |                   |
| 1974 | 26e             |                 |  |              |  |                   |
| 1975 |                 |                 |  |              |  | 10e (SPP)         |
| 1976 |                 |                 |  |              |  | 30e (SPP)         |
| 1977 |                 |                 |  | 19e          |  | 22e (SPP)         |
| 1978 |                 |                 |  |              |  | 19e (SPP)         |
| 1979 |                 |                 |  |              |  | 19e (SPP)         |
| 1980 |                 |                 |  |              |  |                   |

Albelda · 
Belda ·
Casas ·
Fernández ·
Fortia ·
Galdos ·
Giner ·
Guzmán · 
Muñoz ·
Oliva · 
Pujol ·
Torres ·
Verdu ·
Yañez